# ブリテン (小惑星)
ブリテン (4079 Britten) は、小惑星帯にある小惑星。1984年にローウェル天文台のエドワード・ボーエルによって発見された。
イギリスの作曲家・指揮者・ピアニストのベンジャミン・ブリテンにちなんで命名された。